# Schloss Urspelt

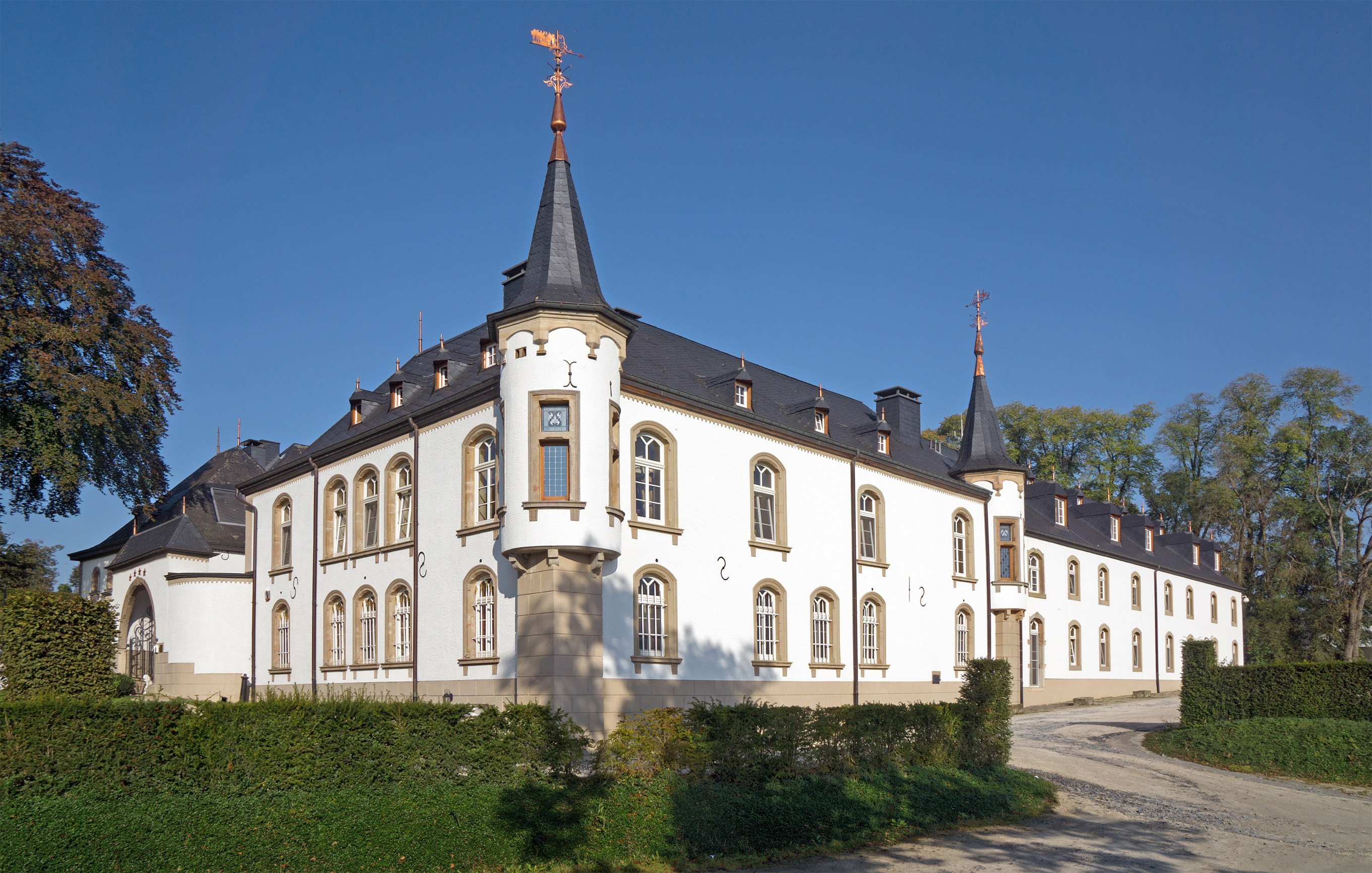
Schloss Urspelt

Das Schloss Urspelt liegt in Urspelt in der Gemeinde Clerf im Großherzogtum Luxemburg. Das Gebäude, das heute dort steht, stammt aus dem Jahr 1860.

## Geschichte
Der Schloss entstand im 18. Jahrhundert. Es wurde auf den Ruinen eines vorigen Landgutes des 13. Jahrhunderts erbaut. 1862 Kaufte Amand Bouvier das Schloss von der Familie von Rousseau. Bouvier erweiterte und modernisierte es und verwandelte es in einen Park mit Ulmenalleen. 1900, nach dem Tod von Bouvier, erbte sein Neffe Alfred Bouvier das Anwesen, aber er und seine Nachkommen kümmerten sich wenig darum. Während des Zweiten Weltkrieges war das Schloss abwechselnd militärisches Hauptquartier und Feldlazarett. Dadurch erlitt es erhebliche Schäden.
Im August 2005 kaufte Freddy Lodomez das Schloss, um es in ein Hotel umzubauen. Am 26. September 2008 wurde das Schloss als Nationaldenkmal eingestuft. Seit Oktober 2008 wird das Schloss als Hotel mit Restaurant und Konferenzzentrum genutzt.